# 爸爸去哪兒 (第一季)
《爸爸去哪兒》第一季（英語：Where Are We Going? Dad (Season 1)），是中國的湖南衛視2013年度第四季度推出的週五晚22點档親子互動真人秀節目，節目版權引自南韓MBC電視臺，概念參考自南韓MBC電視臺節目《爸爸 你去哪兒》。節目於8月開始錄製，並於2013年10月11日接档選秀節目《快樂男聲》，同年12月27日，節目最後一集第12集播完，第一季也宣告完結。這是湖南衛視繼之前《變形計》之後又一檔真人秀親子互動節目，並由《變形計》製作人謝滌葵及其團隊和《我是歌手》製作人洪濤及其團隊聯合操刀打造。

## 原版與引進
《爸爸去哪兒》，也叫“爸爸，你去哪兒”或“爸爸，我們去哪兒”，原為南韓MBC電視臺於週日下午播出的綜藝節目，節目於2013年1月播出。同年，湖南衛視引進該節目版權並著手製作與推出。這是湖南衛視繼《我是歌手》之後第二度引進MBC的節目製作版權。
原版本的節目形態為五位明星父親與自己的子女一起到偏僻的村莊或是條件較為惡劣的環境下生存數日，或是過夜旅行體驗過程。湖南衛視版本在尊重原版的情況下，增加了側重考驗明星帶孩子的能力，並向觀眾傳遞正能量，讓更多的人更加重視親子之間交流與互動。

## 參加人物
第一季参演的五位成年人分别来自演藝界的林志穎、郭濤，電影導演王岳倫，凱渥旗下模特兒张亮，以及前奧運跳水冠軍田亮。小孩部份則有三男兩女。
| 父親   | 父親           | 父親   | 孩子                    | 孩子                             | 孩子   | 備註     |
| 姓名   | 生日           | 粤配   | 姓名                    | 生日                             | 粤配   | 備註     |
| 郭濤   | 1969年12月17日 |        | 郭子睿（石頭）          | 2007年2月26日 （参加节目时6岁）  | 朱慧珊 | 父子關係 |
| 張亮   | 1982年3月26日  | 李安邦 | 張悅軒（天天）          | 2007年11月12日 （参加节目时6岁） | 楊婉潼 | 父子關係 |
| 田亮   | 1979年8月27日  | 鄧燦陽 | 田雨橙（Cindy / 森碟）  | 2008年4月15日 （参加节目时5岁）  | 陳姻岐 | 父女關係 |
| 林志穎 | 1974年10月15日 | 黃龍傑 | 林旋風Kimi              | 2009年9月15日 （参加节目时4岁）  | 駱慧怡 | 父子關係 |
| 王岳伦 | 1973年9月27日  | 嚴鎮華 | 王诗龄（恬恬 / Angela） | 2009年10月13日 （参加节目时4岁） | 张惠雯 | 父女關係 |

註：
- 括號中代表節目中各位明星子女的綽號、別名或英文名。
- 關於Kimi的中文名字：林志穎曾兩度發微博澄清，稱“林嘉榮”並非Kimi的中文名字，真實名字並沒有公布。[4][5]

## 首映禮
2013年10月8日，製作單位聯合萬達影城為節目舉行了首映禮，這也是繼《我是歌手》之後，再度有節目聯合院線將電視節目搬上大螢幕。現場也集結了來自全國80餘家媒體參加首映禮。

## 节目内容与路线

### 概览
时间皆为2013年，以下內容參考自優酷網《爸爸去哪兒》專題，每一期的內容由當期播出為準。
| 站驛   | 錄製時間 | 集數 | 播出日期 | 地點                                     | 地點               | 內容简介 (详见分集内容)                                                                                  | 備註 |
| 站驛   | 錄製時間 | 集數 | 播出日期 | 位置                                     | 地理形態           | 內容简介 (详见分集内容)                                                                                  | 備註 |
| 第一站 | 8月24日  | 1    | 10月11日 | 北京市門頭溝區 靈水村                    | 華北地區村莊       | 抽選入住地點 / 野炊                                                                                      | 李銳作為代理村長出鏡。 |
| 第一站 | 8月24日  | 2    | 10月18日 | 北京市門頭溝區 靈水村                    | 華北地區村莊       | 挑選早餐 / 唱《走在鄉間的小路上》 午餐評選 / 放羊                                                        | 李銳作為代理村長出鏡。 |
| 第二站 | 9月17日  | 3    | 10月25日 | 寧夏回族自治區 中衛市沙坡頭區 騰格里沙漠 | 西北地區沙漠       | 採購沙漠必需品 / 騎駱駝 / 搭野營帳篷 為Kimi篝火慶生 / 填埋麥草方格 / 玩滑沙遊戲                          | 本次錄影接受了原作方MBC電視台的探班採訪，採訪片段於MBC台慶節目上播出。                                                                 |
| 第二站 | 9月17日  | 4    | 11月1日  | 寧夏回族自治區 中衛市沙坡頭區 騰格里沙漠 | 西北地區沙漠       | 捕魚 / 坐羊皮艇過黃河 / 分隊找尋食材 抓捕家雞 / 做晚餐 / 保護雞蛋                                        | 本次錄影接受了原作方MBC電視台的探班採訪，採訪片段於MBC台慶節目上播出。                                                                 |
| 第三站 | 10月15日 | 5    | 11月8日  | 雲南省 文山壯族苗族自治州 丘北縣 普者黑  | 西南地區喀斯特地貌 | 遊覽普者黑風貌 / “乾瞪眼”比賽 彝族人歡迎儀式 放飛大雁 / 撐船獲取食材 / 田亮落水                          | 本站節目量超過了兩集的容量，剩餘未播完的賣魚部分在11月22日新一站開啟前繼續播出。                                                       |
| 第三站 | 10月15日 | 6    | 11月15日 | 雲南省 文山壯族苗族自治州 丘北縣 普者黑  | 西南地區喀斯特地貌 | 找食材 / 捕魚 / 挖藕 / 蹭飯 / 賣食材                                                                     | 本站節目量超過了兩集的容量，剩餘未播完的賣魚部分在11月22日新一站開啟前繼續播出。                                                       |
| 第四站 | 10月29日 | 7    | 11月22日 | 山東省 威海市榮成市 雞鳴島               | 華東地區海島       | 海邊釣魚 / 出海作業                                                                                      | 原定於第七期中五位小孩用四十元單獨前往集市採購食材的遊戲環節，由於沿途均有大量民眾圍觀，效果不理想，製作單位在後期剪輯中將此環節剪掉。 |
| 第四站 | 10月29日 | 8    | 11月29日 | 山東省 威海市榮成市 雞鳴島               | 華東地區海島       | 田亮照顧五個孩子 / 地道尋寶 修補房頂 / 共進晚餐                                                          | 原定於第七期中五位小孩用四十元單獨前往集市採購食材的遊戲環節，由於沿途均有大量民眾圍觀，效果不理想，製作單位在後期剪輯中將此環節剪掉。 |
| 第五站 | 11月15日 | 9    | 12月6日  | 湖南省 岳陽市平江縣 白寺村               | 中南地區村莊       | 交换爸爸 / 捉泥鰍 孩子與新爸爸共做晚餐                                                                   | 本站節目要村長要求交換爸爸關係。第二集爸爸回小朋友身邊。                                                                               |
| 第五站 | 11月15日 | 10   | 12月13日 | 湖南省 岳陽市平江縣 白寺村               | 中南地區村莊       | 小豬比賽 / 表演皮影戲 照顧嬰兒 / 爸爸角色扮演                                                            | 本站節目要村長要求交換爸爸關係。第二集爸爸回小朋友身邊。                                                                               |
| 第六站 | 11月27日 | 11   | 12月20日 | 黑龍江省 牡丹江市海林市 雪鄉國家森林公園 | 東北地區林場       | 分房間 / 堆雪人 / 做晚餐 丟手絹與蘿蔔蹲遊戲 / 爸爸給孩子寫信                                                 | 演員吳秀波擔任守店考验嘉賓。 |
| 第六站 | 11月27日 | 12   | 12月27日 | 黑龍江省 牡丹江市海林市 雪鄉國家森林公園 | 東北地區林場       | 守店考验 / 暴雪寻马 / 包饺子做晚餐 爸爸回顾往期历程 / 爸爸读写给孩子的信 / 以“最终任务”揭幕《我是歌手2》 | 演員吳秀波擔任守店考验嘉賓。 |

### 路線圖
製作單位所選取的六個錄製地點涵蓋了中國華北、西北、西南、華東、中南、東北等中國傳統六大地理大區，地理形態從沙漠跨越到島嶼，氣候特點從亞熱帶跨越到亞寒帶。氣候的多變和唯美的景色，也為節目增色不少，同時也起到宣傳在地觀光的作用。一度傳出有多個地方的旅遊局和景區願意出資跟準備好維安工作歡迎製作單位到當地取景，但都遭製作單位一一回絕。

## 宣傳
與以往湖南衛視過往節目的宣傳及營銷手法一樣，除了首映禮是與《我是歌手》獨有以外，節目開播之前就在社群網站大規模貼出預告片和花絮，以《爸爸去哪兒》的官方微博為例，光節目官方海報就先後出了好幾彈，同時聘請為《我是歌手》藝人量身定做的漫畫海報團隊，再次為《爸爸去哪兒》團隊設計漫畫圖。另外據湖南衛視官方微博的消息，目前為止從未在戶外播過的節目內容，宣傳片也於北京首都機場T2航站樓全天滾動播出。

## 廣告置入
節目開播前期，原本的冠名贊助商為美的集團的“美的IH智能煲”，但開播當晚卻換成了華潤醫藥的品牌“999感冒靈和小兒感冒藥”。有一說法指出，由於美的集團看過節目的片花以後，對節目是否能引起話題和獲得良好收視存在疑慮，因而臨時撤下廣告贊助，但隨著節目首期收視飆紅跟話題不斷，該廠商也錯失了一次營銷產品的好機會。而華潤三九則在廣告商和電視博弈之間撿漏上位，並在節目播出之後引起強烈迴響和超高收視而收穫出其意料的結果。隨著節目在社群網站爆紅，收視也由原來的1.4到最最高5.3的收視，廣告的置入越來越多，除卻冠名贊助，中間插入的聯合贊助也多了如思念食品的“金牌灌湯水饺”和“英菲尼迪汽車”廠商加入廣告陣營。由於此，首期節目播到23點35分便結束，到最新一期播到隔日凌晨0點才結束，除了跟節目剪輯增加畫面有關以外，也跟廣告的時長變長有直接關係。

## 迴響

### 社交網絡爆紅
節目由五位來自演藝界、體育界、時尚界的人及其子女組成，因此具備了一定的話題，尤其是有跳水奧運冠軍田亮和人稱“小旋風”的林志穎的加盟，節目播出之後佔據著新浪微博熱門話題榜榜單，五位參加人員的微博粉絲多則增加将近两千万，少則幾百萬。而官方帳號則從開播之初幾萬直接近乎夸张地飆漲到三百一十多万。
此外，王詩齡母親李湘在2013年10月底為女兒開通新浪微博，每條微博轉發都上千條，評價更是有接近上萬條，至2013年11月17日粉絲數量便已經突破41萬；其母李湘的微博粉絲也超千萬。

### 收視一路上揚
首集收視1.4的成績和浙江衛視節目《中國夢想秀》幾乎打平，但從第二期開始直接飆漲到2.5，第三、四期直接破3，成為所有電視頻道於22點檔開播的節目中，第一個收視率達到3%以上的節目，到最新一期的CSM48城市網達到5.3的收視，一舉打破《中國好聲音》保持的5.2的最高收視，成為近年來收視最高的綜藝節目，也是22點檔第一個破5的綜藝節目。節目不僅自身收視高，還拉提了湖南衛視其他節目，在11月2日播出的《快樂大本營》《爸爸去哪兒》專場的節目中，原本常態收視平均為2%的收視率爆衝到4.2%，創近幾年新高，而在10月18日中播出的《天天向上》《爸爸去哪兒》專場中，原本常態節目收視率為1%到1.5%之間瞬間爆衝到1.9%，足見節目的高話題性與影響力。

### 錄製地點走紅
首集節目於北京靈水村錄製，節目播出之後該地瞬間爆紅成為旅遊景點，在最後一站拍攝地點牡丹江雪鄉被媒體提前在拍攝的前兩日被曝光後，當地的旅行社馬上組織了“爸爸去哪兒雪鄉探班團”旅行套餐。

### 參演者受抹黑
有網友曾以湖南衛視臨時工攝影師自居，在論壇上發表名為“八一八爸爸去哪兒的黑幕”，爆料稱王詩齡在《爸爸去哪兒》節目中亂發脾氣有心機，爸爸們也勾心鬥角，其後該網友又突然發文道歉，否認自己是湖南衛視臨時工並承認是自己造謠，全因當天心情不好並想寫點東西，所以才寫了那篇帖子，並將很多細節通過自己的想像編造串聯在一起。王岳倫表示不接受道歉並認為根據證據顯示，這個事情並非一人所為，他要揪出其背後的組織；《爸爸去哪兒》節目組在官方微博其後發布一篇長微博《關於王詩齡被黑，攝像師有話說 （页面存档备份，存于）》，在節目中跟拍王詩齡的攝像師，列舉三點詳細說明了改時間的真相和王詩齡在現場的真正情況，並贊揚王詩齡是個有禮貌懂事的好女孩，王岳倫也是個有耐心、憨厚的好爸爸，同時表示所謂黑幕有太多漏洞編纂；隨後，節目組編導和另一位攝像師也發布長微博力挺王岳倫父母，講述拍攝過程中的溫馨點滴。

### 親子節目紛出現
自從本季的《爸爸去哪兒》成功後，2013年下半年開始中國大陸各衛視出現了很多親子節目上檔，粗略統計，2014年便大約有十餘檔親子節目上線，其中有7檔主打“爸爸”牌，如浙江衛視的《人生第一次》、《爸爸回來了》，還有搭載“爸爸”順風車的《好爸爸壞爸爸》、《爸爸請回答》、《爸爸我來了》等。

## 評價

### 正面
根據《北京青年報》援引媒體調查的數據，節目之所以走紅，被吸引的點包括：排第一的是“孩子純真的童心”，佔44%；排在第二位的是“重新發現了父愛”，佔11%；而“作為養育孩子的父母，有許多共鳴”占到7%，觀眾對節目的看法多停留在積極一面 。由於暑假期間各大電視頻道扎堆播出音樂節目，《爸爸去哪兒》從眾多音樂節目中脫穎而出，網友直呼電視屏幕多了新鮮感。除了被五位明星父親吸引之外，更多的是被孩子們天真無邪的動作舉止和笑臉吸引。 《北京青年報》社論用“紅”與“黑”的觀點點評節目，認為節目將爸爸在親子教育中容易被忽略的角色展現在大眾面前，讓人重新思考在親子教育中爸爸的角色，同時節目中爸爸引導孩子們解決生活問題，並通過與孩子的溝通來拉近彼此的瞭解。

### 爭議

#### 節目性質
然而《北京青年報》的社論同時也批評製作單位拿孩子的童趣當娛樂，拿孩子來作秀，用孩子們的天真來博取娛樂的噱頭，並批評製作單位雖賺足了笑點、掙夠了收視率，卻在無形中卻傷了孩子。但此番言論仍然只是一家之言，並未能代表觀眾的想法。然而《北京青年報》連續發表社論，連番點評節目，認為節目內容設計完全與小孩教育無關，該觀點認為，節目中爸爸做飯及帶孩子的表現完全只能當笑料和娛樂，除了這方面再找不出關於親子教育的東西，將孩子帶到村莊和沙漠完全是折騰孩子。

#### 節目設計
於第四期播出的內容中，有一段“保護雞蛋”環節，由孩子保護雞蛋不被打破，爸爸們則想辦法打破雞蛋。此番設計遭來一些網友非議，認為節目浪費食物不說，還將大人聯合起來欺騙小孩，並且美化成培養孩子們的責任感。

#### 版權引進與國內節目創新
《爸爸去哪兒》節目版權引進自南韓文化廣播公司，也是繼《中國好聲音》和《我是歌手》後第三個火爆華人圈的綜藝節目，縱觀這些節目都有一個特點就是全部引進國外版權，而中國境內原創節目市場則日趨蕭條與不景氣，國內眾多電視臺一窩蜂的模仿與引進，進一步打壓了原創節目的空間。隨著本節目火爆螢屏，官方媒體《人民日報》針對這一現象，在社論裏面批評中國電視臺，並列出了中國電視現狀三大罪狀：補課：買模式“逼迫”中國電視從作坊式走向工業化流水線；惰性：“拿來主義”暫時可保收視率，卻抹殺原創動力和能力；求索：買“點子”做本土化移植，學習如何把創意落實為模式。

## 衍生產品
《爸爸去哪兒》第一季播出後，湖南廣電為該季節目開發出同名電影、動畫片、手機遊戲、圖文書、親子系列書、親子互動遊戲系列書等不同產品，而在衍生的同名電影之後，又推出大電影的衍生產品《電影全記錄》；推出了同名動畫片後，又推出新的脫口秀《村長趣哪鵝》。

### 電影
節目爆紅帶動了電影開拍，目前《爸爸去哪儿》 第一季的參加者已拍攝了兩部有關《爸爸去哪儿》的電影:《爸爸去哪兒》(2014)和《爸爸的假期》(2015)。
同名電影於2013年12月4日開機，12月9日前往廣州長隆歡樂世界拍攝，電影由曾拍攝電影《失戀33天》的導演滕華濤負責監製，謝滌葵、林妍聯合執導，並於2014年1月31日在中國大陸上映。

### 同名遊戲
12月6日第九期播出當日，湖南衛視和遊戲廠商聯合百度公司開發的同名遊戲首發，成為首個開發成遊戲的湖南衛視綜藝節目。

### 圖書
首部獲得湖南衛視官方獨家授權湖南文藝出版社、中南博集天卷文化傳媒有限公司出版發行了《爸爸去哪兒》的首部正版同名圖書也於2014年1月1日發行 。書中披露了《爸爸去哪兒》節目誕生的過程並中途工作人員遇上的問題，書中收錄了一些電視未播內容和在節目中未曾出現過的獨家照片，並揭秘台前幕後的趣事。

## 榮譽
本季節目被廣電總局表彰2013年廣播電視創新創優欄目之一，並於2013湖南廣播電視獎評選中，獲等廣播電視文藝一等獎。

## 收視率

### 湖南衛視首播收視率
| 中国大陆 湖南卫视 首播收视率 |                |              |              |              |           |           |           | |
| 集數                         | 播出日期       | CSM46/48城市 | CSM46/48城市 | CSM46/48城市 | CSM全国网 | CSM全国网 | CSM全国网 | 備註 |
| 集數                         | 播出日期       | 收視率       | 收視份額     | 排名         | 收視率    | 收視份額  | 排名      | 備註 |
| 1                            | 2013年10月11日 | 1.423        | 6.74         | 1            | 1.1       | 7.67      | 1         | 《中國夢想秀》于21點15分開始，22點45分結束， 46城市網22點45分以前收視排行第1； 《爸爸去哪兒》22點開始，23點30分結束，23點之後收視第一。 |
| 2                            | 2013年10月18日 | 2.588        | 11.53        | 1            | 1.67      | 11.45     | 1         | 雙網排名第一，於23點45分左右結束。 |
| 3                            | 2013年10月25日 | 3.116        | 14.43        | 1            | 1.8       | 13.47     | 1         | 於23點58分左右結束。22點檔綜藝節目首次破3。                                                                                             |
| 4                            | 2013年11月1日  | 3.471        | 15.26        | 1            | 2.16      | 13.70     | 1         | 於2日0點02分結束。 |
| 5                            | 2013年11月8日  | 3.851        | 16.73        | 1            | 2.13      | 13.47     | 1         | 於23點53分左右結束。CSM29城市網收視率4.08，收視份額16.64。                                                                              |
| 6                            | 2013年11月15日 | 4.024        | 18.16        | 1            | 2.30      | 15.92     | 1         | 於16日02分結束，成為所有電視頻道首檔 22點檔CSM46城市網破4的綜藝節目。 CSM29城市網收視率為4.26，市場份額18.21。                          |
| 7                            | 2013年11月22日 | 4.748        | 20.68        | 1            | 2.69      | 17.37     | 1         | 於23日0點01分結束。CSM城市網新增山東濟寧和江西贛州， 增加到48城。CSM29中心城市網收視率4.96，收視份額20.22。                             |
| 8                            | 2013年11月29日 | 4.76         | 21.11        | 1            | 2.81      | 18.51     | 1         | 于30日0点01分结束，CSM29中心城市网收视率5.22。                                                                                          |
| 9                            | 2013年12月6日  | 4.98         | 22.12        | 1            | 2.9       | 18.68     | 1         | 于7日0点03分结束，CSM29中心城市网收视率5.35。                                                                                           |
| 10                           | 2013年12月13日 | 5.3          | 23.22        | 1            | 3.21      | 20.37     | 1         | 于14日0点07分结束，CSM29中心城市网收视率5.67。                                                                                          |
| 11                           | 2013年12月20日 | 5.008        | 22.14        | 1            | 3.40      | 21.41     | 1         | |
| 12                           | 2013年12月27日 | 4.916        | 22.06        | 1            | 3.64      | 22.45     | 1         | 於28日0點04分結束。 |

1. 同时段或交叉时段主要节目：
  - 浙江衛視 ：《中國夢想秀》
  - 江蘇衛視 ：《全能星戰》
  - 東方衛視 ：《百裡挑一》
  - 深圳衛視 ：《年代秀》
2. 数据由广视索福瑞提供，调查范围为四岁以上之观众。
3. 資料來源： CSM

### 午夜重播收視率
| 中国大陆 湖南卫视 重播收视率 （CSM46城市） |                |        |          |      |                                                                      |
| 集數                                       | 播出日期       | 收视率 | 收视份额 | 排名 | 備註                                                                 |
| 1                                          | 2013年10月11日 |        |          |      | 重播收視計算為白天節目收視。                                         |
| 2                                          | 2013年10月18日 | 0.673  | 10.92    | 1    | 重播時段為23點50分至1點20分， 收視總排行所有節目第6名，同時段第1名。 |
| 3                                          | 2013年10月25日 |        |          |      | 重播收視計算為白天節目收視。                                         |
| 4                                          | 2013年11月2日  | 0.22   | 6.03     | 1    | 重播時段為0點36分至1點55分， 收視總排行所有節目22名，同時段第1名。   |
| 5                                          | 2013年11月9日  | 0.549  | 10.65    | 1    | 重播時段為23點56分至1點50分， 收視總排行所有節目第7名，同時段第1名。 |
| 6                                          | 2013年11月16日 | 0.225  | 6.10     | 1    | 重播時段為0點30分至1點55分， 收視總排行所有節目21名，同時段第1名。   |
| 7                                          | 2013年11月23日 | 0.225  | 5.68     | 1    | 重播時段為0點31分至1點59分， 收視總排行所有節目20名，同時段第1名。   |
| 8                                          | 2013年11月29日 |        |          |      | 重播收視計算為白天節目收視。                                         |
| 9                                          | 2013年12月6日  | 0.228  | 5.98     | 1    | 重播時段為0點33分至1點56分， 收視總排行所有節目17名，同時段第1名。   |
| 10                                         | 2013年12月13日 |        |          |      | 重播收視計算為白天節目收視。                                         |
| 11                                         | 2013年12月20日 |        |          |      | 重播收視計算為白天節目收視。                                         |
| 12                                         | 2013年12月27日 |        |          |      | 重播收視計算為白天節目收視。                                         |

1. 同时段或交叉时段主要节目：
  - 浙江衛視 ：《中國夢想秀》（重播）
  - 東方衛視 ：《子午線》
  - 深圳衛視 ：《直播港澳臺》
2. 数据由广视索福瑞提供，调查范围为四岁以上之观众。
3. 資料來源：CSM

### 中天综合台首播收视率
| 臺灣 中天综合台 首播收视率 （AGB尼尔森） |      |               |        |      |      |
| 集數                                     | 週數 | 播出日期      | 收视率 | 排名 | 備註 |
| 1                                        | 1    | 2014年6月1日  | 0.49   | －   |      |
| 2                                        | 2    | 2014年6月8日  | 0.80   | 13   |      |
| 3                                        | 3    | 2014年6月15日 | 0.79   | 15   |      |
| 4                                        | 4    | 2014年6月22日 | 0.91   | 13   |      |
| 5                                        | 5    | 2014年6月29日 | 0.88   | 11   |      |
| 6                                        | 6    | 2014年7月6日  | 0.88   | 13   |      |
| 7                                        | 7    | 2014年7月13日 | 0.86   | 11   |      |
| 8                                        | 8    | 2014年7月20日 | 1.03   | 10   |      |
| 9                                        | 9    | 2014年7月27日 | 1.09   | 10   |      |
| 10                                       | 10   | 2014年8月3日  | 0.98   | 10   |      |
| 11                                       | 11   | 2014年8月10日 | 1.05   | 10   |      |
| 12                                       | 12   | 2014年8月17日 | 0.91   | 11   |      |

1. 同时段或交叉时段主要节目：
  - 台視《Super Star 我要當歌手》
  - 中視《最強大國民》
  - 華視《綜藝王見王》
  - 民視《綜藝大集合》
2. 数据由AGB尼爾森調查，調查範圍是四歲以上收看電視之觀眾。

## 制作团队
| - 总策划：吕焕斌 - 策划：张华立、李浩、周雄 - 节目监制：洪涛 - 总导演：谢涤葵 - 执行导演：单丹霞 - 导演组：蒋良、彭锴、史青起、刘仕卫、慕莹、薛乂水、周君、孙莉、冒锦峰、袁杉、马琬婷、董千里、齐虹、王美青、邓伟、周彦韬、任卓伟、晏格尔、高博、何梦璇 - 编剧组：王伟红、潘希晨、罗祎、黄丹、颜莉、胡弘毅、马一鸣 - 后期责编：姜佳、汤浩、徐冰、戴鑫 - 后期组：Derek Hui、王慧婧、张荦荦、赵磊、郭良子、刘旷、钟斌、晏超、余雅琪、刘莹、彭梦婧、刘白露、杨洋、邓轲、陈璐、刘莹 - 后期调色：劳源祥、郭小傲、柳雨欣、姚倩媛、赵浠羽、胡晖晖 - 混音：田凯、王威、钟继华、熊昭民 - 摄像：龙建平、黄石川、陈祖霞、刘科、谢小云、牟文俊、彭湃、刘任华、陈尧、王硕、李龙飞、周屹杰、朱晓楠、成超博、莫勇、楚磊、谢伟、刘东华、文为从、鲁衍甫、文华、王虎 - 航拍：王士愿、娄毅、李鲁 | - 灯光：丁穗军 - 音响：刘珊、黄鑫、周龙云泽、赵川、付晓、龚玫汐 - 后期制作：洪金宝、赵超、段美玲、李雅琳 - 特种设备：邓丙之、李赤宇、毛文洋、罗鹏、郭树果、黄博、赵威、周明强、蒲宏强、阳晓峰 - 网络通讯：谢宝锋、祁高、张曙、李最、鲁一丁 - 化妆：王晓 - 技术制片：欧阳晓晖 - 服装：黄德萍 - 道具：周菊 - 艺人统筹：韩静 - 艺人联络：贺朝晖、卓麓山、江虹、胡跃青、黄婉丁、张晨晨 - 执行广告导演：孙寒波 - 制片：熊宏磊、王士愿、唐焱、喻玮莎、阎予成、曾朝勇、黄忠、潘淳、李平、陈旭异、汪玲、徐欢、龙力、邓韬、熊伟全、卢华山、夏应田 - 制片主任：黄朝阳 - 节目调度：杜登国、王峰 - 生产协调：汪应球、孙吉军 | - 内容统筹：洪涛、龙梅 - 前期技术支持：何良、彭雄伟 - 技术协调：曾晖、韩坚定、肖卫华、龚如林、吴星进、胡晓峰 - 技术统筹：周立宏、付乐俭 - 播出统筹：张衡、黄卓夫 - 播控：李跃龙、方林、杨奇勇、臧千军 - 整体包装：湖南卫视总编辑室形象部 - 项目推广：汤集安、徐冰、彭珊、昌晋良 - 创新统筹：何小庭 - 宣传统筹：刘琛良 - 节目统筹：王旭波、周海、奉缨旗 - 频道统筹：丁诚 - 总协调：宋点 - 总制片人：朱德强 - 营销统筹：樊旭文 - 技术总监：黄伟 - 监制：李浩、周雄 - 总监制：吕焕斌、张华立、刘向群 |

注：以上製作團隊名單由節目片尾字幕录入。

## 節目播放歷史
爸爸去哪兒第一季於2013年10月11日在湖南衛視首播。首集節目播出以後，因在網路引起了極大的迴響，首播收視位列CSM全國網和29城市網第一，因此湖南衛視宣佈第一集分不同時間重播，一周之內共重播八次，超過了此前《我是歌手》的6次。其後在2013年至2014年間於湖南衛視金鷹卡通、香港now芒果台、香港TVB Good Show台、台灣中天綜合台和香港J2播出。

### 首播
| 播出 | 頻道            | 地区     | 日期             | 時間        | 備註 |
| 首播 | 湖南衛視        | 中国大陆 | 2013年10月11日起 | 每週五22:00 |      |
| 首播 | 金鷹卡通        | 中国大陆 | 2013年10月26日起 | 每週六21:00 |      |
| 首播 | TVB Good Show臺 | 香港     | 2014年3月1日起   | 每週六20:00 |      |
| 首播 | 中天綜合台      | 臺灣     | 2014年6月1日起   | 每週日20:00 |      |
| 首播 | J2              | 香港     | 2015年3月8日起   | 每週日10:00 |      |

### 重播
| 播出     | 頻道     | 地区     | 日期           | 時間  | 備註 |
| 首集重播 | 湖南衛視 | 中国大陆 | 2013年10月11日 | 23:30 |      |
| 首集重播 | 湖南衛視 | 中国大陆 | 2013年10月12日 | 24:00 |      |
| 首集重播 | 湖南衛視 | 中国大陆 | 2013年10月12日 | 05:20 |      |
| 首集重播 | 湖南衛視 | 中国大陆 | 2013年10月13日 |       |      |
| 首集重播 | 湖南衛視 | 中国大陆 | 11:00          |       |      |
| 首集重播 | 湖南衛視 | 中国大陆 | 2013年10月13日 | 16:00 |      |
| 首集重播 | 湖南衛視 | 中国大陆 | 2013年10月17日 | 24:00 |      |
| 首集重播 | 湖南衛視 | 中国大陆 | 2013年10月18日 | 13:00 |      |

## 宣傳活動
| 播出時間      | 活動           | 出席演員                                                               |
| ------------- | -------------- | ---------------------------------------------------------------------- |
| 2013年11月2日 | 《快樂大本營》 | 林志穎、Kimi、張亮、張悅軒、田亮、田雨澄、王岳倫、王詩齡、郭濤、郭子睿 |

### 資料來源
1. ↑  亲子节目“爸爸去哪儿” 的存檔，存档日期2013-11-02.，亚太日报，2013年10月31日
2. ↑  《爸爸去哪儿》激发家庭正能量 亲子互动呼唤真情回归 （页面存档备份，存于）金鷹網  2013-09-16
3. ↑  凱渥模特兒經紀公司張亮簡介 的存檔，存档日期2014-10-31.2013年10月13日
4. ↑  林志穎發微博澄清：“林嘉榮”不是Kimi的真实名字 （页面存档备份，存于） 新浪微博 2011年12月23日
5. ↑  Kimi中文名叫什麽？偷師林志穎取名秘笈 （页面存档备份，存于） 太平洋親子網 2013年11月8日
6. ↑  《爸爸去哪儿》首映受好评 导演记录感动笑点   （页面存档备份，存于） 腾讯娱乐 2013-10-10
7. ↑  《爸爸去哪儿》首映李湘女儿偷亲小小志  （页面存档备份，存于）新浪娱乐 2013年10月10日
8. ↑  優酷網專題頁面  （页面存档备份，存于）優酷網2013年10月12日
9. ↑  《爸爸去哪儿》第一期 （页面存档备份，存于）優酷網  2013年10月11日
10. ↑  《爸爸去哪儿》第二期 （页面存档备份，存于）優酷網  2013年10月18日
11. ↑  《爸爸去哪儿》第三期 （页面存档备份，存于）優酷網  2013年10月25日
12. ↑  《爸爸去哪儿》第四期 （页面存档备份，存于）優酷網  2013年11月1日
13. ↑  《爸爸去哪儿》第五期 （页面存档备份，存于）優酷網 2013年11月08日
14. ↑  《爸爸去哪儿》第六期 （页面存档备份，存于）優酷網 2013年11月15日
15. ↑  《爸爸去哪儿》第七期 （页面存档备份，存于）優酷網 2013年11月22日
16. ↑  《爸爸去哪儿》第八期 （页面存档备份，存于）優酷網 2013年11月29日
17. ↑  《爸爸去哪儿》第九期 （页面存档备份，存于）優酷網 2013年12月06日
18. ↑  《爸爸去哪儿》第十期 （页面存档备份，存于）優酷網 2013年12月13日
19. ↑  《爸爸去哪兒》第十一期 （页面存档备份，存于）優酷網 2013年12月20日
20. ↑  《爸爸去哪兒》第十二期 （页面存档备份，存于）優酷網 2013年12月27日
21. ↑  《爸爸去哪儿》否认收景区钱：都要自个给钱的。 （页面存档备份，存于）中國新聞網 2013年11月11日
22. ↑  《爸爸去哪儿》否认收景区钱。 的存檔，存档日期2013-12-12.中國日報網 2013年11月11日
23. ↑  《爸爸去哪兒》官方微博 （页面存档备份，存于）新浪微博 2013年10月21日
24. ↑  新浪微博湖南衛視官方帳號 （页面存档备份，存于）新浪微博 2013年10月21日
25. 1 2 3  《爸爸去哪儿》掀起收视高潮，广告商暗中角力。 （页面存档备份，存于）新浪新聞中心 2013年11月03日
26. ↑  《爸爸去哪儿》零差评，曾遇赞助商取消冠名窘况。 （页面存档备份，存于）中國新聞網 2013年10月15日
27. ↑  《爸爸》走红 王诗龄开微博人气直逼老李湘 的存檔，存档日期2013-12-14. 2013年11月17日
28. ↑  李湘沾光王诗龄微博粉丝破千万 爸爸去哪儿移师威海鸡鸣岛(图) （页面存档备份，存于） 2013年10月31日
29. ↑  2013年11月2日收視排行榜 （页面存档备份，存于）CSM46城市網2013年11月2日收視排行榜 2013年11月02日
30. ↑  2013年11月2日收視排行榜 （页面存档备份，存于）CSM46城市網2013年10月18日收視排行榜 2013年10月18日
31. ↑  跟着《爸爸我们去哪儿》 一起游游北京灵水村。 （页面存档备份，存于）新浪網旅遊專區 2013年10月14日
32. ↑  出镜一分钟?大爷家成景点 （页面存档备份，存于）星島環球網 2013-11-04
33. ↑  . 新浪娱乐. 2013-12-20  [2013-12-24]. （原始内容存档于2013-12-24）.
34. ↑  . 凤凰网娱乐. 2013-12-23  [2013-12-24]. （原始内容存档于2013-12-24）.
35. 1 2  . 新浪娱乐. 2013-12-23  [2013-12-24]. （原始内容存档于2013-12-24）.
36. ↑  王岳倫新浪微博原文 （页面存档备份，存于）新浪微博 2013年12月24日
37. ↑  . 新浪娱乐. 2013-12-23  [2013-12-24]. （原始内容存档于2013-12-24）.
38. ↑  . 《爸爸去哪兒》新浪官方微博. 2013-12-23  [2013-12-24]. （原始内容存档于2013-12-24）.
39. ↑  . 《爸爸去哪兒》新浪官方微博. 2013-12-23  [2013-12-24]. （原始内容存档于2013-12-24）.
40. ↑  . 《爸爸去哪兒》新浪官方微博. 2013-12-23  [2013-12-24]. （原始内容存档于2013-12-24）.
41. ↑  . 搜狐娱乐. 2014-04-28  [2014-04-28]. （原始内容存档于2014-04-29）.
42. 1 2  北京青年報：親子節目別拿童真當娛樂。  （页面存档备份，存于）新浪娛樂引用《北京青年報》社論2013年11月1日
43. 1 2  评论：剖析《爸爸去哪儿》的红与黑。 （页面存档备份，存于）新浪娛樂引用《北京青年報》評論 2013年11月1日
44. ↑  《爸爸》护蛋环节引争议,天天感动网友。 （页面存档备份，存于）騰訊娛樂 2013-11-04
45. ↑  《人民日报》关注《爸爸去哪儿》:中国电视期待原创 （页面存档备份，存于）東方網引用《人民日報》社論 2013年10月30日
46. ↑  《爸爸去哪儿》第一季衍生產品"小宇宙的能量城堡"新浪微博 2014年6月20日
47. ↑  《爸爸去哪儿》游戏书六一献礼 （页面存档备份，存于）漫域联播 2014年5月28日
48. ↑  《爸爸》电影版开机 曝有望春节档上映。 （页面存档备份，存于）新浪娛樂 2013年12月04日
49. ↑  《爸爸去哪儿》推出电影版 “星爸萌娃”走进原始丛林 （页面存档备份，存于）新华网 2013年12月15日
50. ↑  百度91独家首发《爸爸去哪儿》同名游戏。 （页面存档备份，存于）騰訊網 2013年12月4日
51. ↑  百度91获《爸爸去哪儿》手游首发权，今日上线。 （页面存档备份，存于） 新浪科技 2013年12月06日
52. ↑  《爸爸去哪儿》官方授权图文书 （页面存档备份，存于）亚马逊CN
53. ↑  《爸爸去哪儿》出书讲幕后故事 的存檔，存档日期2014-02-03. 北京晚报 2014年1月29日
54. ↑  广电总局表彰2013年广播电视创新创优栏目 （页面存档备份，存于）騰訊網 2014年3月1日
55. ↑  2013年度“湖南广播电视奖”获奖作品目录(省直) （页面存档备份，存于）金鹰网 2014年6月17日
56. ↑  《爸爸去哪儿》，这节目会红。 （页面存档备份，存于）金鷹網 2013-10-16
57. ↑  《爸爸去哪儿》首播收视第一 8次重播回馈观众。 （页面存档备份，存于）金鷹網 2013-10-12
58. ↑  《爸爸去哪儿》紧急重播8次 催生结婚生子潮。  （页面存档备份，存于）騰訊網 2013年10月13日
59. ↑  . Nowtv. 2014-03-26  [2014-05-21]. （原始内容存档于2021-03-30）.
60. ↑  . ctitv. 2014-05-20  [2014-05-21]. （原始内容存档于2016-04-02）.

## 外部連結
- 《爸爸去哪兒》官方微博 （页面存档备份，存于）（简体中文）
- 《爸爸去哪兒》新浪網專題 （页面存档备份，存于）（简体中文）
- 《爸爸去哪兒》鳳凰網專題 （页面存档备份，存于）（简体中文）
- 《爸爸去哪兒》同名主題曲MV 騰訊視頻 （页面存档备份，存于）（简体中文）

## 综艺节目的变迁
| 中国大陆 湖南卫视 每周五 22:00－24:00     | 中国大陆 湖南卫视 每周五 22:00－24:00                  | 中国大陆 湖南卫视 每周五 22:00－24:00                |
| ----------------------------------------- | ------------------------------------------------------ | ---------------------------------------------------- |
|                                           | 爸爸去哪儿1 （2013年10月11日－2013年12月27日）         |                                                      |
| 快乐男声 （2013年6月29日－2013年9月27日） | 天天向上 （2014年1月3日－2014年4月4日）                |                                                      |
| 爸爸去哪儿系列節目變遷                    |                                                        |                                                      |
| —                                         | 爸爸去哪儿 (第一季) （2013年10月11日－2013年12月27日） | 爸爸去哪儿 (第二季) （2014年6月20日－2014年10月3日） |

| 香港 無綫網絡電視TVB Good Show台 星期六20:00－22:00            | 香港 無綫網絡電視TVB Good Show台 星期六20:00－22:00            | 香港 無綫網絡電視TVB Good Show台 星期六20:00－22:00                                                                                   |
| -------------------------------------------------------------- | -------------------------------------------------------------- | --- |
|                                                                | 爸爸去哪兒 （2014年3月1日－2014年5月17日）                     | |
| 爸爸! 我們去哪兒?（第1-22集） （2013年9月28日－2014年2月22日） | 爸爸! 我們去哪兒?（第23-55集） （2014年5月24日－2015年1月3日） | |
| 香港 無綫電視J2 星期日10:00－12:00及20:30－22:30               |                                                                | |
| 爸爸去哪兒 II （2014年11月2日－2015年3月1日）                  | 爸爸去哪兒 （2015年3月8日－2015年5月24日）                     | 千奇百趣寵物營（第二輯） （20:30-21:30） （2015年5月31日－2015年8月2日）VS嵐（第八輯）（21:30-22:30） （2015年5月31日－2015年8月2日） |

| 臺灣 中天綜合台 每週日 20:00 - 22:00 | 臺灣 中天綜合台 每週日 20:00 - 22:00                 | 臺灣 中天綜合台 每週日 20:00 - 22:00 |
| ------------------------------------ | ---------------------------------------------------- | ------------------------------------ |
|                                      | 爸爸去哪兒 （2014年6月1日－2014年11月23日）          |                                      |
| 黃承暉謝敏瑜告別式 （2014年5月31日） | 爸爸去哪兒 (第二季) （2014年11月29日－2015年3月1日） |                                      |

| 臺灣 中視數位台 每週六 16:30 - 19:00                                                                     | 臺灣 中視數位台 每週六 16:30 - 19:00                                                                                         | 臺灣 中視數位台 每週六 16:30 - 19:00 |
| --- | --- | ------------------------------------ |
| | 爸爸去哪兒 （2015年10月17日－2016年2月6日）                                                                                  |                                      |
| 四海同心聯歡大會 （15:30 - 17:30） （2015年10月10日）萬秀豬王精華版 （17:30 - 19:00） （2015年10月10日） | 院線搶先看 （16:30 - 17:00） （2016年2月13日）爸爸去哪兒 (第二季) （重播） （17:00 - 19:00） （2016年2月13日－2016年 月 日） |                                      |

^ a. 《我是歌手》第二季开始，播出时间调整为每周五20:15八点档。